# Ficsór Sarolta
Ficsór Sarolta (Kál, 1955–) magyar festőművész, rajztanár.

## Élete
Az egri Tanárképző Főiskola rajz szakán tanult. A Marczibányi téri Kodály Zoltán Ének-Zenei Általános Iskola, Gimnázium, Zeneiskola és az Alapfokú Művészeti Iskola rajztanára volt 2015-ig. Iskolájában kialakíthatott egy vizuális esztétikai koncepciót, amely kapcsolódott a Zeneiskola zeneművészeti tradíciójához. Tanítványai rendszeresen szerepeltek kerületi, országos és nemzetközi kiállításokon. A Marczibányi téri Kodály-iskolában 1992–1993-ban kialakított Kodály Kamaraterem falát Ficsor Sarolta zenéről szóló képe díszíti, amelyet a diákokkal közösen készített.
1984-től tagja a Bakonyi Mihály és Fischer Ernő vezetése alatt álló a Fővárosi Festő Stúdiónak, s rendszeresen részt vett a Festő Stúdió közös kiállításain. 1996 óta tagja a Magyar Alkotóművészek Országos Egyesületének, 2016 óta a Székely Bertalan Társaságnak. Az 1987-es első önálló kiállítását 1990-ben a Citadella Gellért-hegy Étterem Galériájában rendezett önálló kiállítása követte. 1999-től számos Országos Tárlaton szerepelt.

## Munkássága
Festészetének kiindulópontja a természet, a természetben való elmélyedés és a tájjelenségek átérzése. Gyermekkorától a Mátra és a mátraaljai táj határozta meg szemléletét, ugyanakkor közel áll hozzá a mediterrán hangulatú táj, a Balaton és környezete. Nagy hatást gyakoroltak rá utazásai. Főleg olaj, akvarell és vegyes technikával dolgozik. A látott világ anyagszerűsége, a tárgyak textúrája, s az ebből adódó kontrasztlehetőségek foglalkoztatják. Az elemi anyagféleségek, a föld, tűz, víz, levegő közti különbségek, kapcsolódások és ellentétek ábrázolása és a faktúraképzés lehetőségei érdeklik: a fény miképpen tudja átkölteni a színeket. A látványon keresztül a belső érzéseit akarja kifejezni. Célja ez élénk illetve tört színek és a nyugodt illetve mozgalmas felületek között tiszta egyensúly megteremtése.

## Díjai, elismerései
Pedagógiai munkássága elismeréseként 1997-ben iskolájában Kodály emlékplakettet kapott. Az I. Fővárosi Képző és Iparművészeti Diákbiennálén művésztanári munkája elismeréséül díjazásban részesült, valamint átvehette a Magyar Képző és Iparművészek Szövetségének elismerő levelét.

## Kiállításai (válogatás)

### Egyéni
- 1987 Marczibányi Művelődési Központ
- 1990 Citadella Galéria
- 2010 Svájc – Locarno – IC Products – állandó kiállítás 10 festménnyel

### Csoportos
- 1987 Marczibányi Téri Művelődési Központ
- 1987 San Marco Művelődési Központ
- 1988 Sátoraljaújhely, Kossuth Lajos Galéria[5]
- 1988 Budaörs, Jókai Mór Művelődési Központ
- 1995 József Attila Művelődési Központ
- 1995 II. Kerületi Művésztanárok kiállítása
- 1998 Duna Galéria, Fischer Ernő és tanítványai kiállítása
- 2000 Fővárosi Önkormányzat Galériája ART_ŐR művésztanár csoport kiállítása
- 2000 AULART  Iskola Galéria
- 2003 Maconkai Orosz László Galéria[6]
- 2005 II. kerületi alkotók tárlata[7]
- 2006 Klebelsberg Kuno Művelődési, Kulturális és Művészeti Központ
- 2006 XIX. Debreceni Országos Nyári Tárlat
- 2013 Marczibányi Téri Művelődési Központ
- 2015 Marczibányi Téri Művelődési Központ
- 2017 Székely Bertalan Társaság kiállításai
- 2017 AranyTíz  Galéria
- 2020 Országos Tájképfestészeti Biennálé, Hatvani Galéria
- 2018-2023 MINIKÉPEK kiállítás, Vízivárosi Galéria
- 2022 Hatvani Tájképbiennálé
- 2022 Kortárs Önarcképbiennálé, Budapest
- 2022 „Tűnődök” csoportkiállítás MUK Magyar Újságírók Közössége kiállítótere
- 2020-tól évente rendszeresen kiállít Lakiteleken, a nemzetközi művésztelepen a Nagybányától Kecskemétig nevű Művészeti Társaság szervezésében